# Солоницын, Александр Ефимович
Александр Ефимович Солоницын (1895 — после 1957) — организатор массовых репрессий в Карелии, капитан государственной безопасности.

## Биография
Родился в русской семье мещан, выходцев из Новгородской губернии. Отец умер до 1917, а мать работала приказчицей у торговца шёлком. Окончил 4 класса Новгородского реального училища и выдержал экзамен на звание учителя народных училищ. Переписчик Новгородского архива с 1911 до 1912, учитель сельских школ в Новгородской губернии с 1912 до 1915. Участник Первой мировой войны, служил в составе 177-го пехотного запасного батальона, окончил курс 2-й Петергофской школы прапорщиков. С 20 февраля служит в 172-м пехотном запасном батальоне, зачислен в переменный состав. Переведён в 480-й пехотный Даниловский полк, младший офицер 8-й роты.
Член РКП(б) c 1918, в 1919 военком Новгородского уезда, участник Гражданской войны в составе Красных армии и флота, в должности командира батальона участвовал в боях против войск Н. Н. Юденича, участник подавления Кронштадского восстания. В органах государственной безопасности с 1920 как уполномоченный Петроградской губернской ЧК, затем ЧК-ГПУ Новгорода, Мурманска, Казани. С 1925 по 1927 начальник ГПУ в Мурманске, участвовал в XIV съезде ВКП(б), также учился на вечернем рабфаке. Начальник секретно-оперативной части, заместитель начальника Семипалатинской губернской ГПУ с марта по май 1927, получил от Семипалатинской губернской контрольной комиссии выговор «за поспешную информацию в Москву о склоке в аппарате». В марте 1928 начальник контрразведывательного отдела полномочного представительства (ПП) ОГПУ СССР по Казахской ССР. С 1 августа 1931 по 13 января 1932 начальник Среднеазиатского исправительно-трудового лагеря ПП ОГПУ СССР по Средней Азии, проживал в Ташкенте. До октября 1932 заместитель председателя ГПУ Таджикской ССР. Председатель ГПУ Таджикской ССР с октября 1932 по февраль 1934, снят с должности за перегибы в репрессиях (арестовал порядка 600 человек). С марта 1934 начальник Кокандского оперативного сектора ОГПУ. Затем помощник начальника секретно-политического отдела Управления НКВД Ленинградской области. С 21 июля 1936 заместитель начальника УНКВД Карельской АССР. С 29 декабря 1936 до 19 июня 1938 находился на должности заместителя народного комиссара внутренних дел Карельской АССР, участник массовых репрессий и национальных операций, в том числе против своих подчинённых П. П. Рыкачева и С. Г. Волкова, также пытался получить компромат на бывшего народного комиссара Н. С. Шершевского.
17 февраля 1938 отозван в Ленинград, формально оставаясь в должности. 14 июня 1938 года партийный комитет НКВД КАССР исключает Солоницына из рядов ВКП(б) за троцкизм. Арестован 19 июня 1938, первоначально обвинялся по статье 58, разделы 1 пункт «а», разделы 7 и 11. После применённых, сменившим его на должности заместителя народного комиссара, следователем М. С. Баскаковым методов, написал «признание» на 70 страницах. Где соглашался с обвинениями в троцкизме, участии в контрреволюционной организации П. А. Ирклиса и вредительстве в НКВД. На судебном заседании сообщил что «за четыре дня я подвергся таким физическим насилиям, что не выдержал и удовлетворил требования следователя». 16 июля 1940 года Военная коллегия сняла с него обвинения в контрреволюционных преступлениях, но признала виновным в фальсификации следственных материалов по статье 193-17 пункт «а» УК РСФСР. Военной коллегией Верховного суда СССР 16 июля 1940 приговорён к 10 годам лишения свободы. Президиумом Верховного Совета СССР 9 декабря 1941 освобождён досрочно со снятием судимости. В 1957 обращался в прокуратуру Союза, но в реабилитации было отказано.

### Семья
С 1910-х женат на православной, уроженке Псковской губернии, 2 сына.

### Звания
- нижний чин (унтер-офицер) (15 июня 1915);
- прапорщик (15 февраля 1916);
- подпоручик (10 октября 1916, старшинство 18 июля 1916);
- поручик (11 января 1917, старшинство 18 ноября 1916);
- штабс-капитан (1917);
- капитан государственной безопасности (23 марта 1936).

### Награды
- знак «Почётный работник ВЧК-ОГПУ (V)».